# Mr. Harrigan's Phone
Mr. Harrigan's Phone és una pel·lícula de terror estatunidenca escrita i dirigida per John Lee Hancock basada en la novel·la homònima de Stephen King de la col·lecció If It Bleeds. La pel·lícula és protagonitzada per Donald Sutherland, Jaeden Martell, Kirby Howell-Baptiste, Joe Tippett i Cyrus Arnold. S'ha subtitulat al català.
Es va publicar el 5 d'octubre de 2022 a Netflix. La pel·lícula va rebre crítiques en diversos sentits.

## Repartiment
- Donald Sutherland com el Sr. Harrigan
- Jaeden Martell com a Craig
  - Colin O'Brien com a Craig de jove
- Joe Tippett com el pare d'en Craig
- Kirby Howell-Baptiste com la Sra. Hart
- Cyrus Arnold com a Kenny Yankovich
- Thomas Francis Murphy com a Pete
- Peggy J. Scott com a Edna Grogan